# 艾哈邁德·卡拉曼利
艾哈邁德·卡拉曼利（Ahmed Karamanli；1686–1745），土耳其人，始祖是安納托利亞中南部卡拉曼侯國的成員。他後被鄂圖曼帝國派往利比亞並建立了自己的自治王朝(1711–1835)。
在18世紀時，鄂圖曼帝國失去對北非的控制，內戰接踵而至，沒一個總督任期超過一年。艾哈邁德·卡拉曼利本是蘇丹親兵和騎兵出身，在1711年發動兵變殺了原總督建立自己的王朝，鄂圖曼帝國蘇丹承認他的總督地位，他把總督之位世襲，成立了自治王朝。
他在即位後極大地拓展了城市的經濟，在領土上，他去世前把版圖從的黎波里擴大至費贊和昔蘭尼加。
然而，王國很快就被內部紛爭毀壞。艾哈邁德的繼任者能力較差，1835年，卡拉曼利王朝一世紀後重回鄂圖曼帝國統治。

## 腳註
1. ↑  Njoroge Mungai. . 1967: 166.